# Shenshouidae
Shenshouidae — родина вимерлих ссавцеподібних з ряду еухараміїд, що існувала в Азії у кінці юрського періоду, 161—158 млн років тому. Представники родини відомі лише з решток зубів, що знайдені в Китаї та Сибіру. За способом життя вони схожі на сучасних вивірок. Ймовірно, вони жили на деревах та живились насінням папоротеподібних та голонасінних.